# Fontibón (Bogotá)
Fontibón ist der 9. Stadtbezirk (localidad) der Hauptstadt Kolumbiens und liegt westlich von Bogotás Zentrum in einem flachen Gebiet der Savanne von Bogotá. Fontibón wurde 1554 gegründet, hat eine Fläche von 3.327,2 Hektaren und ca. 345.909 Einwohner. Fontibón war früher eine eigenständige Gemeinde. Im Jahr 1954 wurde sie in den ehemals Distrito Especial de Bogotá (heute Bogotá, D.C.) integriert und später 1977 vollständig in den neuen Hauptstadtbezirk von Bogotá eingegliedert.

## Entwicklung
Einwanderer aus verschiedenen europäischen Ländern kamen in der Mitte des 20. Jahrhunderts in das Gebiet von Fontibón und blieben. Heute ist Fontibón mit seinem Industriegebiet für die Metropolregion Bogotá von besonderer Bedeutung bei der weiteren wirtschaftlichen Entwicklung einer regionalen Freihandelszone (Zona Franca de Bogotá). Etwa 223 Unternehmen haben hier ihren Sitz und beschäftigen 21.218 Menschen direkt und binden etwa 33.000 Arbeitsplätze indirekt. Begünstigt wird die strategische Lage durch die Nähe zum immer stärker wachsenden Frachtaufkommen am Flughafen El Dorado und der Anbindung naher Gemeinden wie Mosquera, Funza, Madrid und Facatativá.

## Grenzen
Nord: Avenida Eldorado, Flughafen Bogotá und Engativá (10. Stadtbezirk)

Süd: Fucha Fluss, Kennedy (8. Stadtbezirk)

Ost: Avenida 68, Puente Aranda (16. Stadtbezirk)

West: Río Bogotá, Funza und Mosquera